# Friedrich Boßhammer
Friedrich Boßhammer (Opladen, 20 dicembre 1906 – 17 dicembre 1972) è stato un giurista, militare e criminale di guerra tedesco, SS-Sturmbannführer e stretto collaboratore di Adolf Eichmann, responsabile della deportazione degli ebrei italiani nei campi di sterminio dal gennaio 1944 fino alla fine della guerra in Europa.
Fu arrestato in Germania Ovest nel 1968 dove fu processato e condannato all'ergastolo nell'aprile 1972 per il suo coinvolgimento nella deportazione di 3.300 ebrei dall'Italia, ma morì prima di poter scontare la pena.

## Biografia

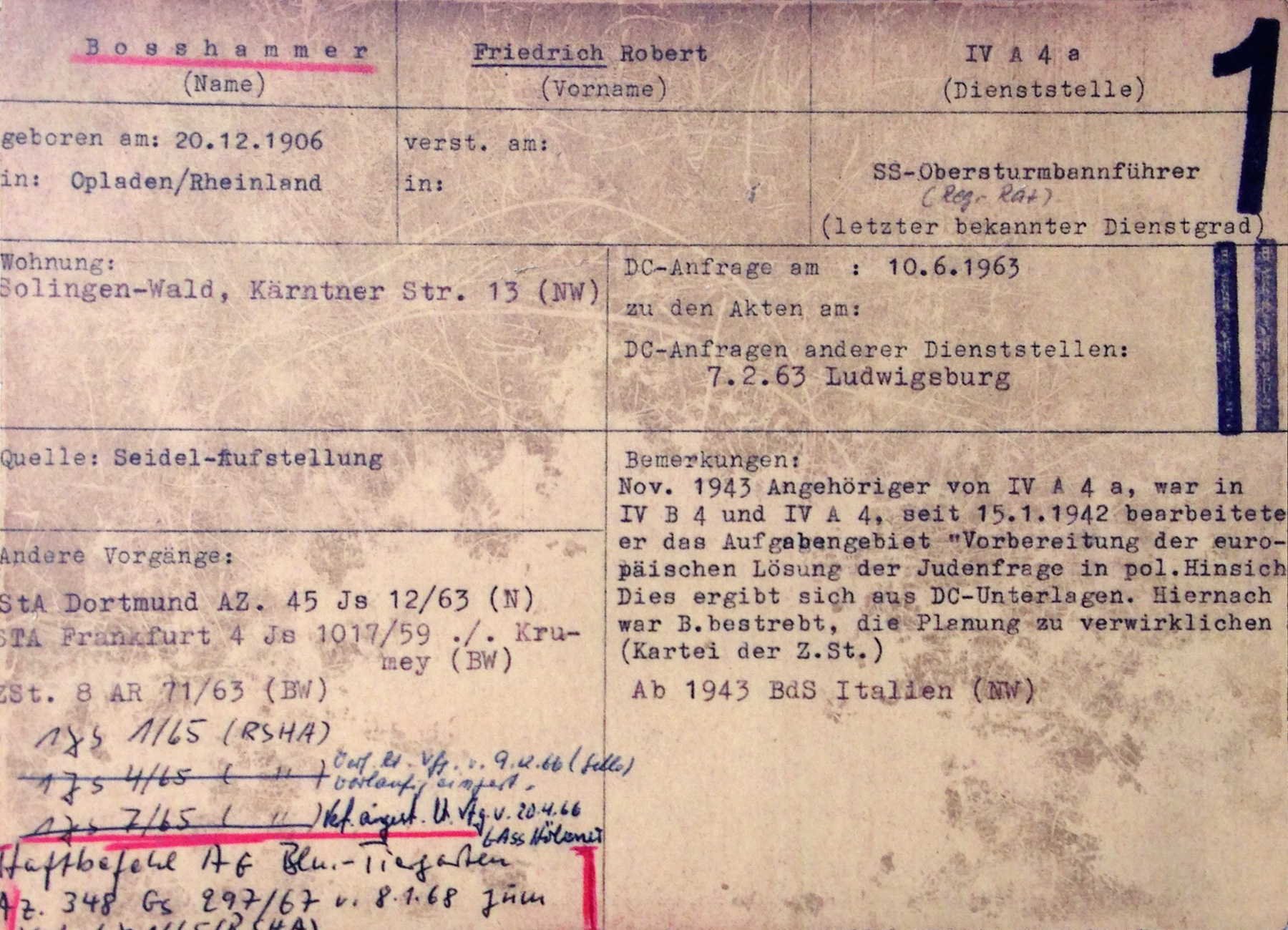
Scheda di Boßhammer durante le indagini RSHA condotte dopo la seconda guerra mondiale (Museo della topografia del terrore, Berlino)

Boßhammer studiò giurisprudenza a Colonia e Heidelberg, sostenendo il primo e il secondo esame di Stato nel 1931 e nel 1935.
Si unì al partito nazista nel 1933 e alle SS nel 1937. Lavorò per la Gestapo a Wiesbaden e Kassel prima di diventare uno stretto collaboratore di Adolf Eichmann nel 1942, quando fu coinvolto nella Soluzione Finale.
Fu un convinto antisemita, considerò gli ebrei come subumani e sostenne pienamente il lavoro delle Einsatzgruppen. Prima del suo trasferimento in Italia, quando si presentò la possibilità che la Bulgaria potesse consentire l'emigrazione di 8.000 ebrei, chiese che ciò dovesse essere fermato. Fu attivamente coinvolto nei tentativi di spingere la Bulgaria, la Romania e l'Italia a una linea più dura contro gli ebrei e a deportare la loro popolazione ebraica nei campi tedeschi.
Dal gennaio 1942, Boßhammer fu membro della Sezione Ebraica dell'Ufficio Centrale della Sicurezza del Reich, dove fu responsabile della sezione "Preparazione della soluzione europea al problema ebraico in ambito politico", fu considerato uno specialista della deportazione degli ebrei. Lo storico tedesco Carlo Gentile lo considerò come "uno degli uomini meglio informati sul processo della soluzione finale".
Nel gennaio 1944 sostituì Theodor Dannecker nello Judenreferat del Sicherheitsdienst (SD) a Verona, ruolo che comportò la responsabilità della deportazione degli ebrei italiani nei campi di sterminio. Contrariamente ai precedenti accordi con l'Italia fascista, in cui Boßhammer e il suo staff dovevano solo assistere gli italiani nella persecuzione degli ebrei, assunse un ruolo guida, facendo della sua organizzazione un dipartimento centralizzato per coordinare tutte le risorse tedesche e italiane disponibili per arrestare e deportare gli ebrei italiani. Operò indipendentemente dalle autorità fasciste e più raramente le consultò, ad eccezione di un incontro con Giovanni Preziosi, uno dei pochi veri antisemiti del governo fascista, che in seguito fu Ispettore generale per la Razza nella RSI.
Ricevette una raccomandazione ufficiale e la Croce al merito di guerra di II classe con spade, per il suo lavoro in Italia, perché "Boßhammer ha guidato la lotta contro gli ebrei nella regione italiana dal febbraio 1944. In tal modo, ha svolto un lavoro degno di nota al servizio della Soluzione Finale del problema ebraico e si è distinto personalmente in numerose azioni contro gli ebrei". Alla fine del 1944 decise di evacuare il campo di Fossoli nel nuovo campo di Bolzano a causa di un bombardamento aereo.

## Dopoguerra
Scomparve alla fine della guerra nel 1945 e successivamente lavorò come avvocato a Wuppertal. Fu arrestato in Germania Ovest nel 1968 e infine condannato all'ergastolo per il suo coinvolgimento nella deportazione di 3.300 ebrei dall'Italia ad Auschwitz. Durante l'Olocausto morirono quasi 8.000 dei 45.000 ebrei che vivevano in Italia. Durante il suo processo furono ascoltati oltre 200 testimoni prima che fosse condannato nell'aprile 1972. Morì pochi mesi dopo il verdetto senza aver scontato nessuna pena.
Uno dei testimoni al processo fu lo scrittore italiano Primo Levi, sopravvissuto ad Auschwitz.